# Elixabete Pérez Gaztelu
Elixabete Pérez Gaztelu (Renteria, 18 de noviembre de 1961) es una lingüista, profesora y directora de investigación española. Es doctora en Filología Vasca por la Universidad de Deusto, profesora de dicha universidad y directora del Instituto de Asuntos Vascos. Fue nombrada miembro de la Real Academia de la Lengua Vasca el 26 de mayo de 2006.

## Trayectoria

### Profesora universitaria
Pérez Gaztelu imparte su docencia en dos campus de la Universidad de Deusto. En el campus de Guipúzcoa imparte las siguientes asignaturas en la licenciatura de Comunicación: Teoría de la Información y la Comunicación I (euskera), Redacción y creación de mensajes para prensa escrita (euskera), Comunicación oral (euskera). También dirige el Trabajo Fin de Grado del grado en Comunicación. En el campus de Bilbao imparte clases de Escritura Académica.

### investigadora lingüística
Sus temas de investigación fueron inicialmente la lexicología y la normalización lingüística. Posteriormente, su grupo ha profundizado en la temática de la comunicación e investiga el uso de la lengua en este ámbito, en particular, en las prácticas lingüísticas y comunicativas de los jóvenes vascos en entornos digitales. También participa en proyectos relacionados con el género y la comunicación.
En 1994 presentó su tesis doctoral con el título La dirección del euskera de Koldo Mitxelena : pioneros, vocabulario y análisis de palabras especiales en lingüística en la Universidad de Deusto bajo la dirección de Patxi Altuna. El jurado estuvo formado por Ibon Sarasola, Patxi Goenaga, Miren Azkarate, Rosa Miren Pagola y José Ramón Zubiaur. 
En 2019, analizó la obra del rentista Joxepa Antoni Aranberri en un seminario sobre creación cultural oral organizado conjuntamente por el Taller Oral Mintzola y la Cátedra Mikel Laboa de la Universidad del País Vasco (UPV/EHU), con el apoyo de la Sociedad Vasca de Sociología y Ciencia Política.

### Directora del Instituto de Asuntos Vascos
Desde 2017 trabaja como directora del Instituto de Asuntos Vascos de la Universidad de Deusto. El Instituto, fundado en 1974, ha recabado importantes trabajos bibliográficos sobre el tema del euskera, ha promovido un importante catálogo de publicaciones y ha conseguido reunir y coordinar a un importante grupo de profesionales para llevar a cabo una labor de investigación complementaria. También organiza numerosas actividades, como conferencias, seminarios, mesas redondas y exposiciones.
Los anteriores directores del instituto fueron: Ramón Areitio Rodrigo, Andrés Eliseo de Mañaricúa y Nuere (1974-1979), Patxi Altuna Bengoechea (1979-1991, con José Ramón Scheifler Amézaga como subdirector), Rosa Miren Pagola Petrirena (1991-1999), Santiago Larrazabal Basañez (1999-2009) y Nerea Mujika  (2009-2016).

## Reconocimientos
El 26 de mayo de 2006 la Euskaltzaindia (Real Academia de la Lengua Vasca) la nombró miembro correspondiente, lo que supone una distinción literaria en lengua vasca. Ha trabajado en el comité de Consolidación de Decisiones Léxicas (LEF).

## Obra
Escribió siete libros entre 2000 y 2010 en la colección Pathfinder editada por el Gobierno Vasco:
- Of Juan Frantzikos Petria, Xenpelar (1835-1869). Elixabete Perez Gaztelu. (Passengers, 2010)
- Sebastian Manuel Mendiburun (1708-1782). Elixabete Perez Gaztelu. (Passengers, 2008)
- Juan Mari Lekuona : (1927). Elixabete Perez Gaztelu, Ana M. Toledo Lezeta, Esther Zulaika Ijurko. (Passengers, 2005)
- Patxi Altuna : (1927). Elixabete Perez Gaztelu, Ana M. Toledo Lezeta, Esther Zulaika Ijurko. (Passengers, 2005)
- Agustin Kardaberaz. Third Centenary 1703-2003. Elixabete Perez Gaztelu, Esther Zulaika Ijurko. (UD/DU, 2004)
- Luis Jauregi Etxenagusia "Jautarkol": (1896-1971). Elixabete Perez Gaztelu. (Passengers, 2002)
- Luis Villasante Cortabitarte: (1920-2000). Elixabete Perez Gaztelu. (Travellers, 2000)

Otros libros seleccionados
- Conversations by Joaquin Bermingham: Heresies among the Basques; Patxiku and Mañubel's second conversation; Terexa's kitchen; The two chambers; Pello Mari's attic. Ana M. Toledo Lezeta, Elixabete Perez Gaztelu. (BAUSKALTZAINDIA, 2021)
- Word association/2. Miren Azkarate Villar, Elixabete Perez Gaztelu. (BAUSKALTZAINDIA, 2014)
- Communicate in writing: young people writing at school. Elixabete Perez Gaztelu, Esther Zulaika Ijurko, Ion Muñoa Errasti, Alazne Mujika Alberdi. (UD/DU, 2012)
- Studies in Basque literature (1974-1996): Juan Mari Lekuona. Juan Mari Lekuona Berasategi, Elixabete Perez Gaztelu, Ana M. Toledo Lezeta, Esther Zulaika Ijurko. (UD/DU, 1998)